# Вивероне (езеро)
Езерото Виверòне (на италиански: Lago di Viverone; на пиемонтски Lagh dël Vivron) е третото по големина езеро в Регион Пиемонт, Северна Италия, разположено между крайната североизточна част на Канавезе (Източно Епоредиезе) и крайната южна част на Биелезе. Носи името си от едноименната община, към която основно принадлежи.
Освен че е важен риболовен и туристически ресурс, езерото е важен археологически обект с праисторически находки от Бронзовата епоха. През 2005 г. е признато за територия от значение за Общността под името Лаго ди Вивероне (код: IT1110020).

## Географско местоположение
Намира се в югоизточната част на Мореновия релеф на Ивреа и е на 230 метра над морското равнище. През по-голямата част от своето разширение водното тяло попада в Провинция Биела, под Община Вивероне. Западната му част попада в рамките на Метрополен град Торино, към Община Адзельо. Що се отнася до бреговете, северозападният бряг принадлежи на община Пивероне (Лидо ди Андзаско), докато блатистите зони се простират на запад и югозапад до торфеното блато Мореня, в общините Адзельо и Борго д'Але в Провинция Верчели. Намира се на около 16 км от град Ивреа, на 14 км от град Сантия  и на 23 км от град Биела.

## Характеристики
Езерото Вивероне е с ледников произход, част е от Мореновия амфитеатър на Ивреа и е образувано през Кватернера (както многото езера близо до Алпите). Захранва се не само от подземни води, но и от някои малки притоци. Канал Фола е водният поток, излизащ от него, и той е разклонение на Канал Виолана. Името Fòla (от пиемонтски луда) се отнася до слуховете, че водният поток от време на време обръща посоката си, превръщайки се от излизащ във вливащ се. Това явление е отречено от проучване на ARPA Пиемонт, което открива потоци, които постоянно напускат езерото.
Площта на езерото е 5,72 km²  следователно това го прави третото по големина езеро в Пиемонт. Максималната му дълбочина е 50 метра, а дължината е 3470 м с максималната ширина 2550 м. Общият му периметър е 13.06 км, но то не е напълно проходимо; югозападната част е прекъсната, тъй като е много дива, богата на растителност и низинни гор. Северната и източната част, от друга страна, са по-урбанизирани, с по-голямо присъствие на дейности, свързани с туризма (барове, сладоледаджийници, хотели, къмпинги, плажове).
Наскоро създадена корабна линия свързва пристанищата на Вивероне Lido, подселищата Масерия, Комуна и Андзаско. През топлите сезони процъфтяващият туризъм насърчава и чисто туристическо-ландшафтното корабоплаване.Често се посещава за различни екскурзии от туристи от областите Биела, Верчели, Канавезе и Вале д'Аоста, преди всичко като задължително преминаване в подножието на Via Francigena .

## История
Археологическият интерес към Вивероне датира от откриването на останки от скъпоценни камъни, оръжия и различни камъчета, принадлежащи на праисторически популации, които са живели в наколни селища, датиращи от Бронзовата епоха (1500-1450 г. пр. н. е. и 1050-1000 пр.н.е.), в т. нар. Глинен период. Първите проучвания са извършени между 1965 и 1976 г. от Гуидо Джолито, почетен инспектор по подводна археология. Впоследствие Археологическият надзор на Пиемонт стартира, с одобрението на компетентното министерство, официален археологически обект. През 1996 г. първото поле с колове е идентифицирано в Cascina Nuova (в подселището Масерия). Към този обект през следващите години са добавени други, също от северозападната страна, точно между района на Портичоло и Лидо ди Андзаско, открити благодарение на подводните проучвания, извършени през 1980-те години.
Древното подводно праисторическо селище е вписано през 2011 г. в Списъка на ЮНЕСКО за обектите на световното наследство (с ID=1363-102). Вероятно по-умереният климат и използването на бронзови инструменти са благоприятствали демографския растеж дори извън контекста на езерото, например в близкото малко езеро в селцето Бертиняно, където са открити пироги, които сега се съхраняват в Музея на Античността в Торино. 
Първото име, дадено на езерото, е благодарение на бенедиктински монашески обект от 9 век, който го е посветил на Свети Мартин от Тур – един от светците, скъпи на Ордена на Свети Бенедикт. След това, през вековете, езерото променя името си няколко пъти, в зависимост от геополитическите интереси на времето: от Ларо ди Рополо, до Адзельо, след това окончателно на Вивероне.
Според древна легенда езерото е било нападнато от летящ дракон, който често се е появявал по бреговете му, сеейки смърт, но е бил победен около 1000 г. от Свети Бономий според докладите на главния свещеник Карло Бенедето. 

## Състояние на околната среда
Екологичното състояние на езерото е проблематично, преди всичко поради бавния водообмен, чието средно време се оценява на около 30-35 години. Езерото отново е почти напълно годно за плуване през 2008 г., след няколко години, през които това използване е забранено поради замърсяване.
Също така през 2013 г. езерото като цяло е подходящо за къпане, дори и при наличие на локализирани епизоди на замърсяване.
За да се постигне наистина оптимално качество на водата, се изпълнява проект за рекултивация с реконструкция на колектора, който заобикаля езерото и съответните преливници, чието завършване скоро трябва да доведе до постепенно и окончателно подобряване на ситуацията.
Риболовът остава изобилен с бяла риба, костур, шаран, лин, щука и сом.

### Птичи живот
Основната част от орнитофауната са патици, зеленоглави патици, лиски, гмурци и чайки. През зимния период и по време на миграционните пасажи могат да се наблюдават и екземпляри от други видове. Дружеството „Тарабузо“ от Ивреа извършва дейности за наблюдение на птици през зимните месеци и окачва преброяването в специални таблици на таблата за съобщения, разположени покрай езерото.